# Коронач західний
Коронач західний (лат. Goura cristata) — вид великих птахів родини голубиних, що мешкає в Новій Гвінеї і на прилеглих островах.

## Опис
Довжина тіла сягає 80 см, вага — 2,5 кг. Тривалість життя — приблизно 20 років. Статевий диморфізм відсутній. Самки трохи менші й витонченіші, ніж самці. Для птахів характерна повільна і статечна манера ходьби, при якій хвіст погойдується вгору і вниз. Політ, навпаки, виглядає повільним і напруженим і супроводжується гучним шумом від крил.

## Поширення
Ендемік Нової Гвінеї і прилеглих островів.

## Харчування
Коронач західний харчується переважно ягодами, плодами і насінням. Птахи шукають свій корм насамперед у підстилці лісу, при цьому вони ніколи не ворушать її, що не характерно для голубів.

## Розмноження
Гніздо птахи споруджують високо на деревах. У кладці всього одне яйце, яке важить приблизно 70 г. Висиджування триває 28 днів.

## Галерея

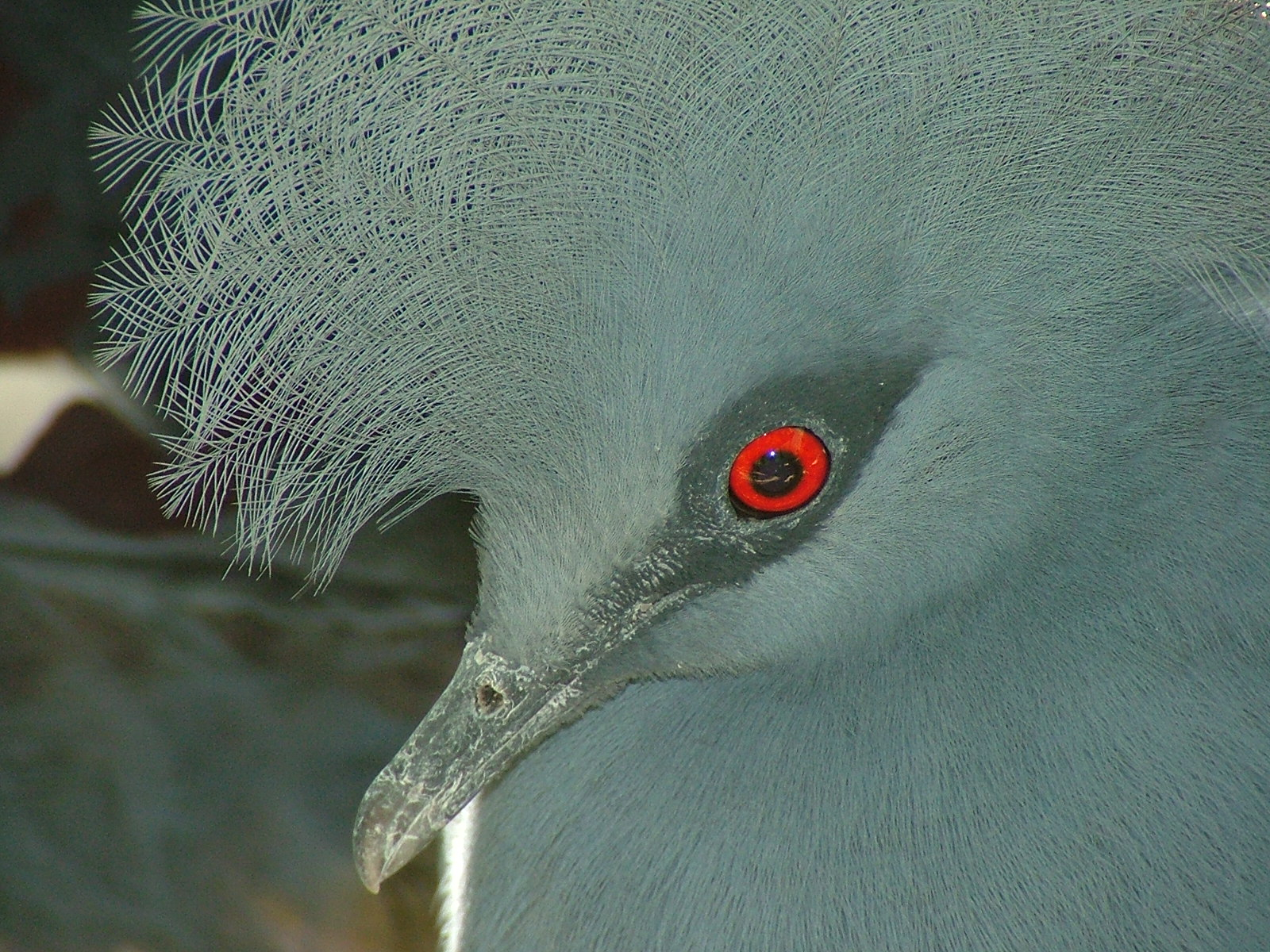
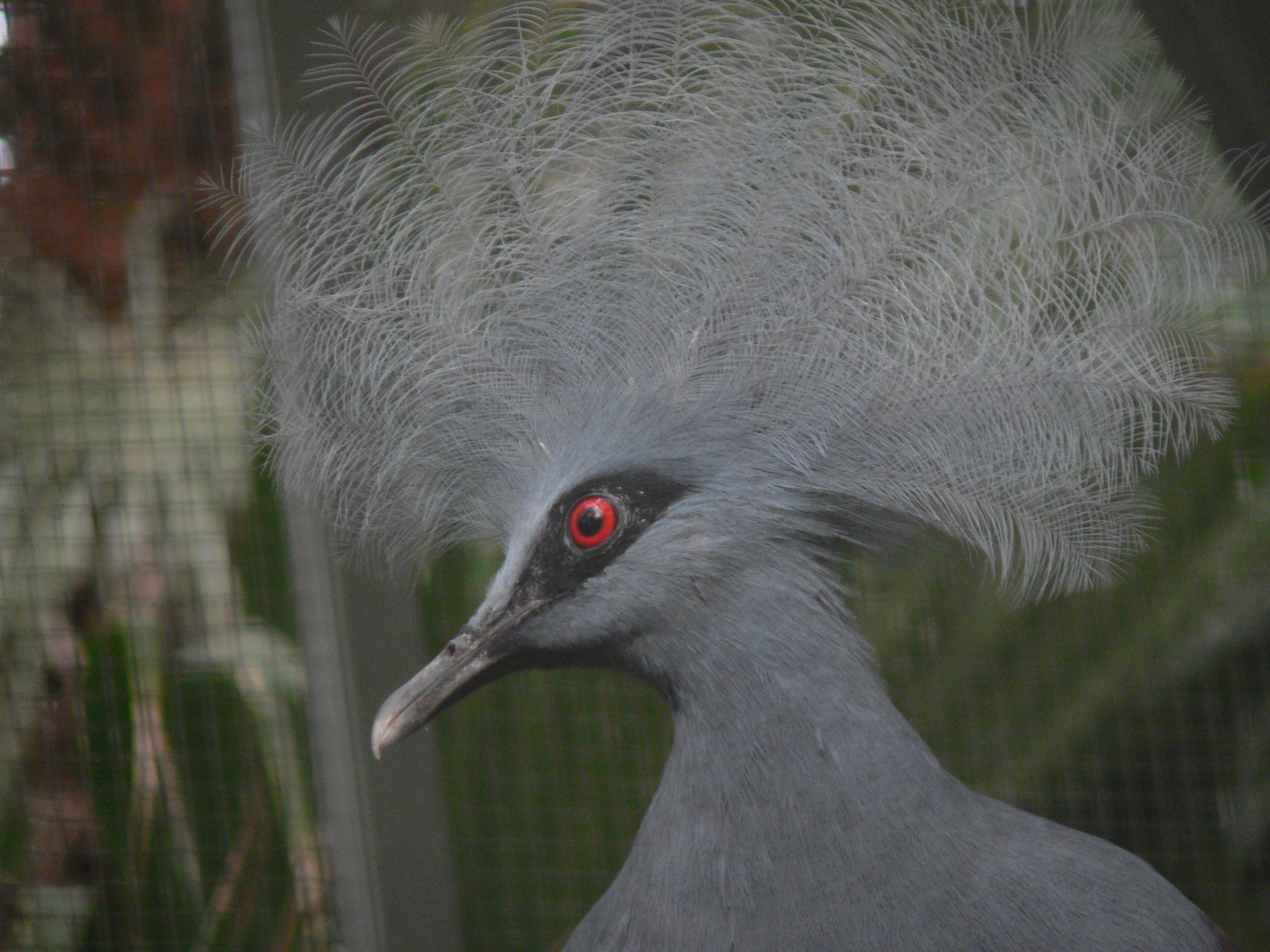
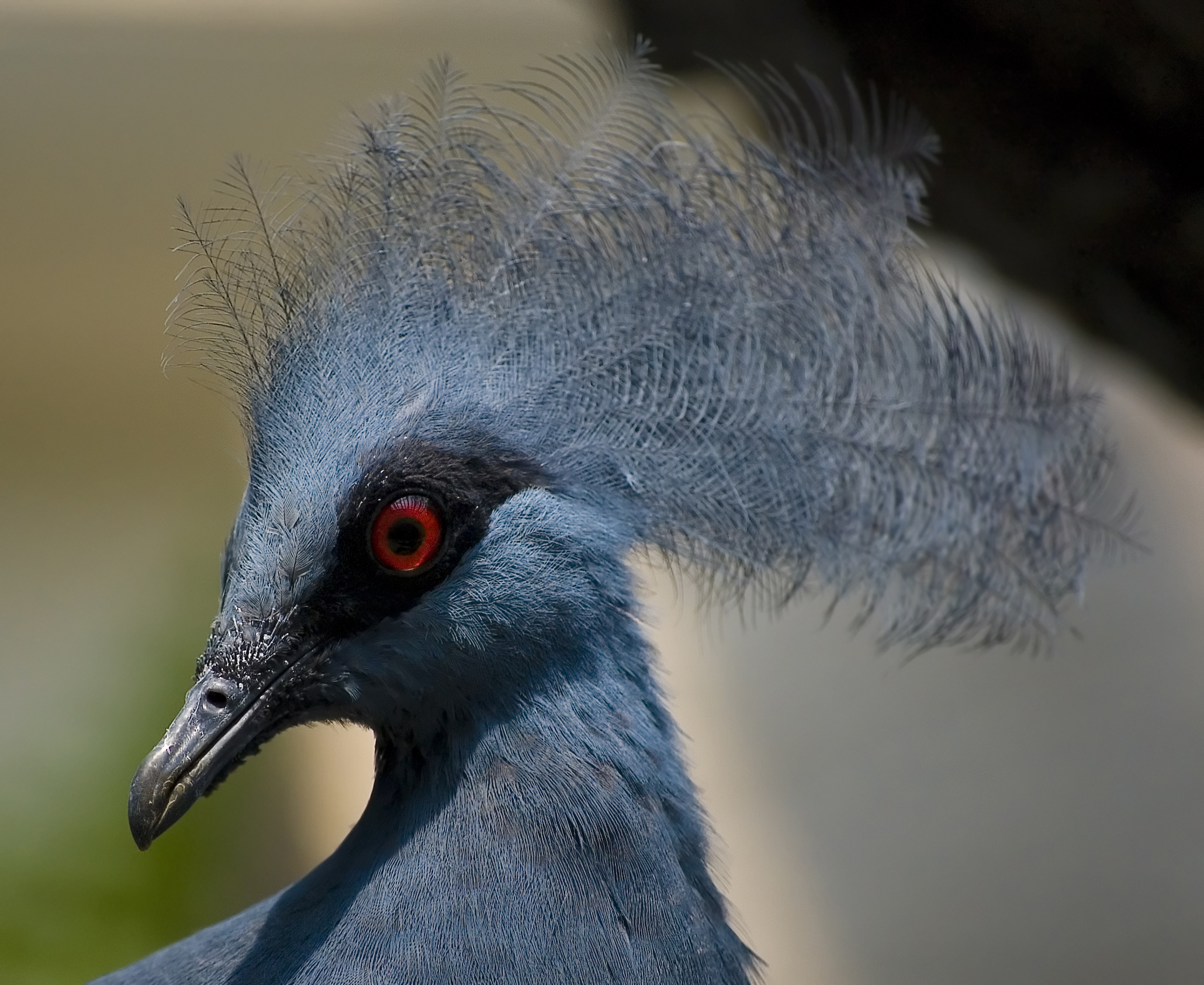
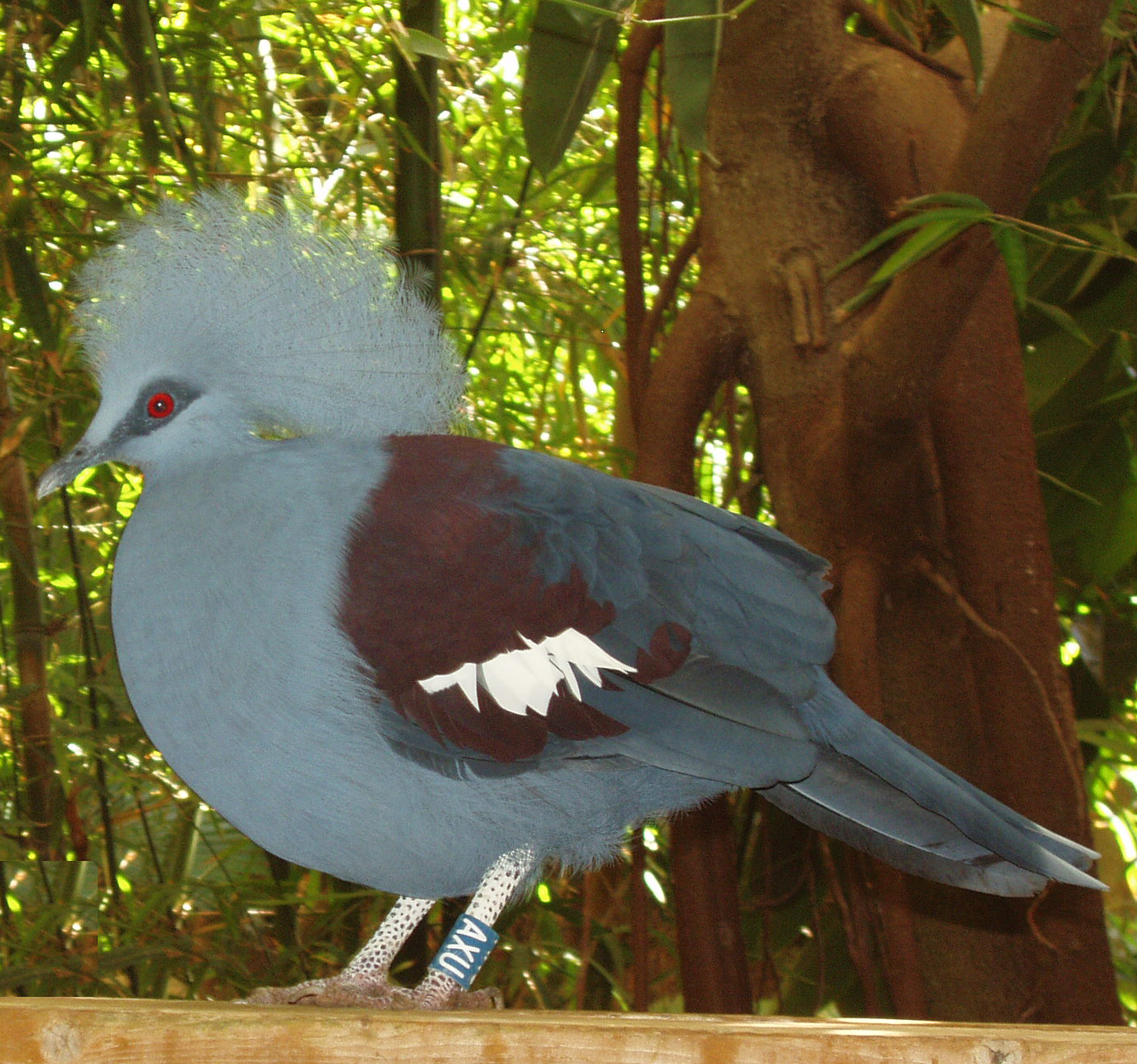
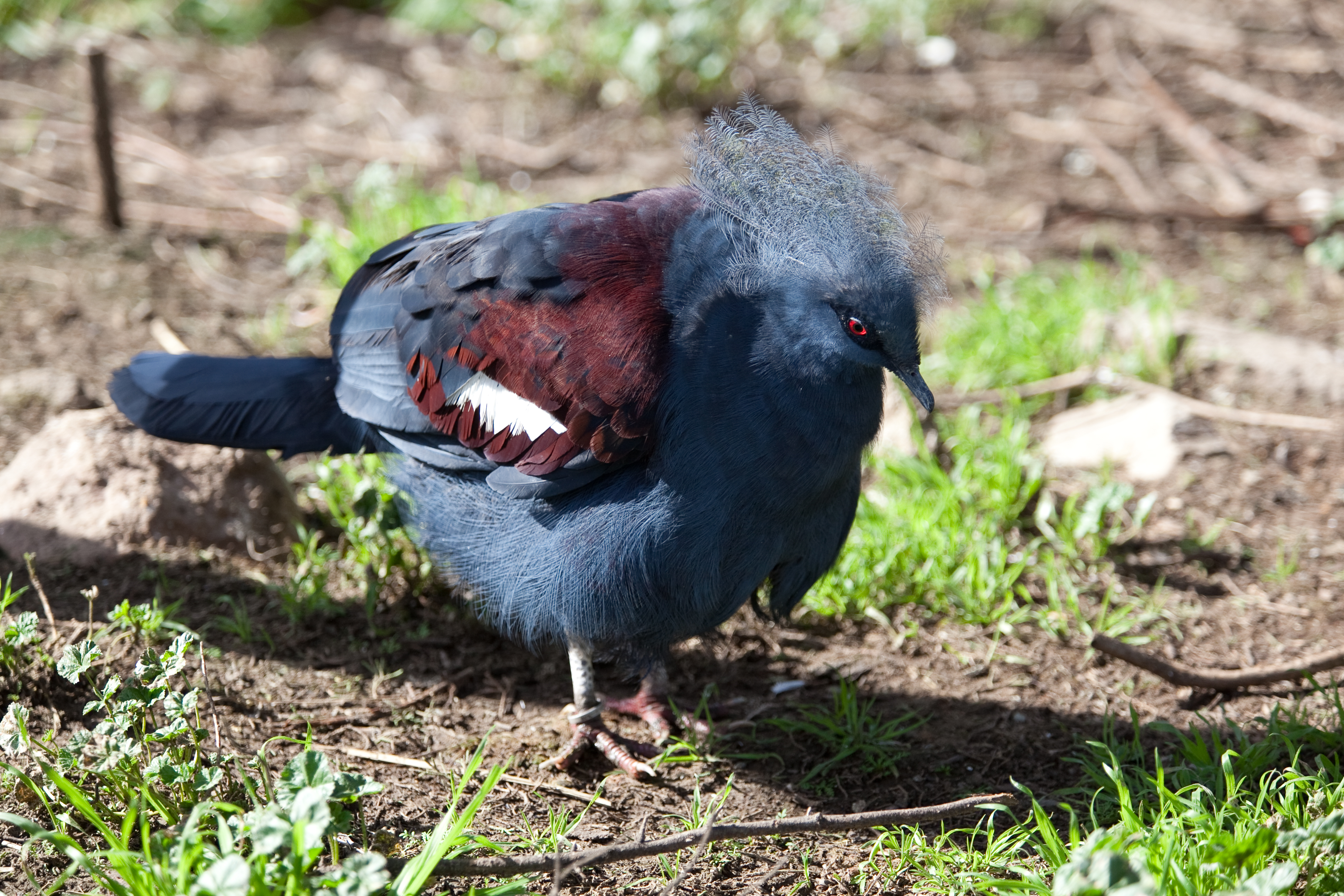
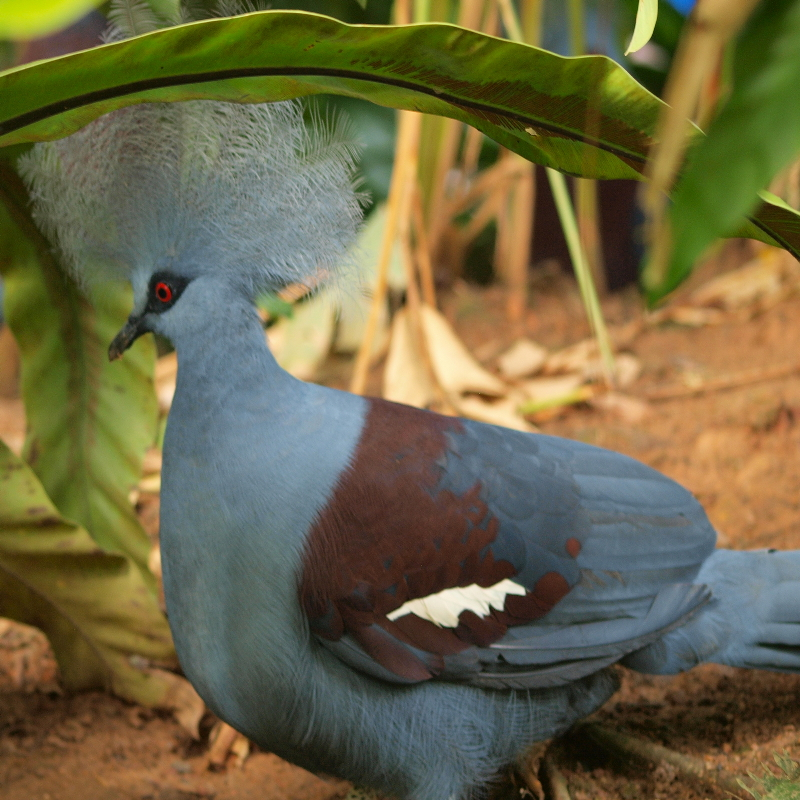